# Ka'ikilani
Kaʻikilani, anche nota come Kaʻikilani nui aliʻiwahineʻo Puna (XVII secolo – XVIII secolo), è stata una nobildonna hawaiana, secondo le leggende prima regina (in hawaiano Aliʻi nui) dell'isola di Hawai'i.

## Biografia
Secondo la tradizione orale, suo padre era Kukaʻilani e sua madre Kaohukiokalani, a loro volta fratellastri figli di Kealiʻiokaloa, re dell'isola di Hawai'i. Era sposa di Lonoikamakahiki, figlio di Keawe-nui-a-‘Umi ed erede al trono dell'isola di Hawai'i. 
Secondo la leggenda Lonoikamakahiki, dopo la morte del padre, non sentendosi pronto alla responsabilità rifiutò il trono fin quando non avesse perfezionato le proprie arti marziali. Pertanto il trono passò inizialmente a Kaʻikilani, che si convertì così nella prima regina della storia hawai'ana. Una volta soddisfatto dai propri progressi marziali, Lonoikamakahiki ascese al trono come co-sovrano a fianco di Kaʻikilani, governando insieme gli ahupua'a (lett. "distretti") hawai'iani di Kaʻū e Puna.
Il cratere venusiano Kaikilani è denominato così in suo onore.